# XL Recordings
XL Recordings — британський лейбл звукозапису, заснований 1989 року Тімом Палмером, Річардом Расселом і Ніком Халкісом за підтримки лейблу Beggars Banquet Records, для випуску рейву і танцювальної музики. Згодом лейбл став одним із найуспішніших і найвпливовіших лейблів світу.
Лейбл випускає музичні альбоми по всьому світу і не обмежується одним жанром.

## Найвідоміші виконавці лейблу
- Adele
- Atoms for Peace
- Beck
- Bobby Womack
- Gil Scott-Heron
- The Horrors
- Джек Вайт
- Jamie xx
- Jungle
- M.I.A.
- The Prodigy
- Radiohead
- Sigur Rós
- Том Йорк
- Vampire Weekend
- The xx